# Christiaan de Wet
Christiaan Rudolf de Wet (Leeuwkop, Smithfield, 7 oktober 1854 – Klipfontein, Dewetsdorp, 3 februari 1922) was een Zuid-Afrikaans politicus en een Boerengeneraal tijdens de Tweede Boerenoorlog.

## Vroeger leven
Christiaan is opgegroeid op zijn vaders boerderij, Nieuwejaarsfontein, nabij Dewetsdorp. Op negentienjarige leeftijd trad hij in het huwelijk met Cornelia Margaretha Kruger. Zij kregen samen 16 kinderen.
Tijdens de annexatie van Transvaal in 1877 door het Verenigd Koninkrijk verhuisde hij naar het Vredefortdistrict in Oranje Vrijstaat en daarna naar Weltevreden nabij Koppies om vervolgens in 1889 naar Rietfontein in het Heidelberg district in Transvaal te verhuizen.

## De Eerste Boerenoorlog en het vervolg
De Wet was zevenentwintig jaar oud toen in 1880 de Eerste Boerenoorlog uitbrak. Hij nam samen met het Heidelberg Kommando deel aan de slag van Laingsnek, had zijn dapperheid getoond bij de slag van Ingogo en met de bestorming van Majuba begin 1881. Na de oorlog en het herstel van Transvaalse onafhankelijkheid is hij tot veldkornet bevorderd. In 1882 verhuisde het gezin naar het dorp Suikerboskop in het Lydenburg district. In 1885 is hij tot de Transvaalse Volksraad verkozen. Hij heeft echter slechts een enkele zitting bijgewoond aangezien het gezin daarna weer terugtrok naar Oranje Vrijstaat. In 1896 verhuisde hij voor de zoveelste maal, en nu naar de plaats Rooipoort in het Heilbron district. In 1889 is hij tot de Vrijstaatse Volksraad verkozen waar hij de kiesafdeling van de Bowe Modderrivier in 1898 vertegenwoordigde.

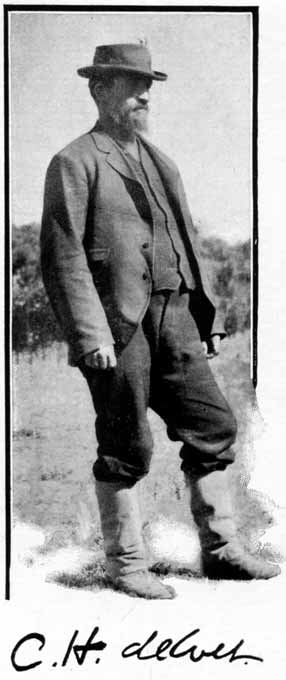
De Wet in 1900

## Tweede Boerenoorlog
De Wet was vijfenveertig toen in 1899 de Tweede Boerenoorlog uitbrak. Op 2 oktober 1899 zijn De Wet en zijn oudste zoon, Jabobus (Kotie), als burger opgeroepen tot het Heilbron commando. De Wet, zijn drie zonen Izak, Christiaan en Jacobus sloten zich als vrijwilliger aan en dienden onder commandant Lukas Steenkamp. Zijn broer Piet de Wet stapte tijdens de oorlog over naar de Britten.

### Guerrillafase
Toen in maart en april van 1900 het offensief van De Wet van stapel liep, luidde het een herleving in de Boerenstrijd in. Hij is een legende geworden met zijn guerrilla-aanvallen in het zuidoosten van het land. De Wet voelde zich echter beledigd toen hij wat meekreeg van de Britse propaganda, zij noemde De Wet slechts een 'guerrilla'. Het doet De Wet geen recht aan om hem een guerrilla te noemen omdat zij veel meer deden dan slechts 'verskyn en verdwyn' acties. De Wet en zijn commando's verdedigden ook dorpen en steden, zoals Bloemfontein (hoewel vergeefs). Daarnaast nam De Wet zo veel krijgsgevangenen dat het aantal gevangenen dat hij meenam soms groter was dan zijn eigen aantal Boeren. Ook namen De Wet en zijn mannen gehele dorpen in zoals Dewetsdorp (vernoemd naar zijn vader) op 19 november 1900.

### Vredesonderhandelingen
Een conferentie van zestig afgevaardigden uit de Transvaal en de Vrijstaat is op de 15de mei 1902 in Vereeniging bijeen gekomen om over de Britse voorwaarden voor overgave te beraadslagen. Als tijdelijk waarnemend staatspresident had De Wet de op dat moment zieke president Steyn waargenomen. De Wet en Steyn wilden de strijd voortvoeren tot het bittere einde en wilden dus nog niets weten van vredesbesprekingen met Engeland. Zij werden echter min of meer gedwongen, omdat de Transvaal al begonnen was met vredesbesprekingen.

## Na de oorlog
De Wet keerde met zijn gezin naar zijn geruïneerde plaats, Rooipoort terug. In juli van 1902 liet hij zijn vrouw en kinderen in een tent in het dorp achter en ging samen met generaal Louis Botha en generaal Koos de la Rey naar Europa om fondsen te werven voor de weduwen en weeskinderen uit de oorlog. Aan boord van het schip heeft de eerwaarde J D Kestell hem bijgestaan met het schrijven van zijn gedenkschrift of memoires, getiteld De Strijd Tusschen Boer en Brit (dat later in Engels als de Three Years War gepubliceerd is). Het boek werd een groot succes en is later in zes andere talen vertaald. Met zijn terugkeer heeft De Wet een belangrijke rol gespeeld in de beweging om militarisme in de Vrijstaat te bevechten. Zijn pogingen hebben geleid tot het ontstaan van de Orangina Unie in 1906. Toen in 1907 aan de Oranjerivierkolonie zelfbestuur werd gegeven, werd De Wet verkozen tot afgevaardigde van Vredefort en werd hij aangesteld als minister van landbouw onder Abraham Fischer. Hij was afgevaardigde bij de Nationale Conventie in 1908/1909, waar overlegd werd voor een nieuwe grondwet voor de Unie van Zuid-Afrika. Hij trad uit de politiek na de totstandkoming van de Unie in 1910 en ging te Allanvale nabij Memel wonen waar hij genomineerd werd om op de Unieverdedigingsraad te dienen.

### Maritz-rebellie
In het midden van augustus 1914 is door een aantal prominente Boerenleiders (generaal De la Rey, luitenant-kolonel Manie Maritz, generaal Christiaan Frederik Beyers, generaal Jan Kemp en generaal De Wet) samengezworen om een staatsgreep uit te voeren, bekend als de Maritz-rebellie. Zij waren gekant tegen de deelname van Zuid-Afrika aan de Eerste Wereldoorlog en zagen ook een gelegenheid om weer de onafhankelijkheid te verkrijgen. Na een incident te Langlaagte waar generaal De la Rey doodgeschoten werd, is de rebellie in volle aanvang gekomen en is De Wet een aantal dorpen in noordoosten van de Vrijstaat binnengevallen en heeft diverse eigendommen in beslag genomen. De Wets zoon, Danie, is samen met verscheidene andere rebellen tijdens een schermutseling te Allemanskraal gedood. Louis Botha’s regeringstroepen onderdrukten de opstand snel. De Wet wist echter te ontsnappen en met een handvol volgelingen week hij uit naar de Kalahari in een poging om zich bij Manie Maritz in Zuidwest-Afrika aan te sluiten. Op 1 december 1914 werd hij met 52 anderen gearresteerd op een boerderij in Waterberg. Op deze plaats werd op 14 februari 1970 door zijn kleinzoon, de Zuid-Afrikaanse minister van Gezondheidszorg dr. Carel de Wet, een monument onthuld.

### Latere leven

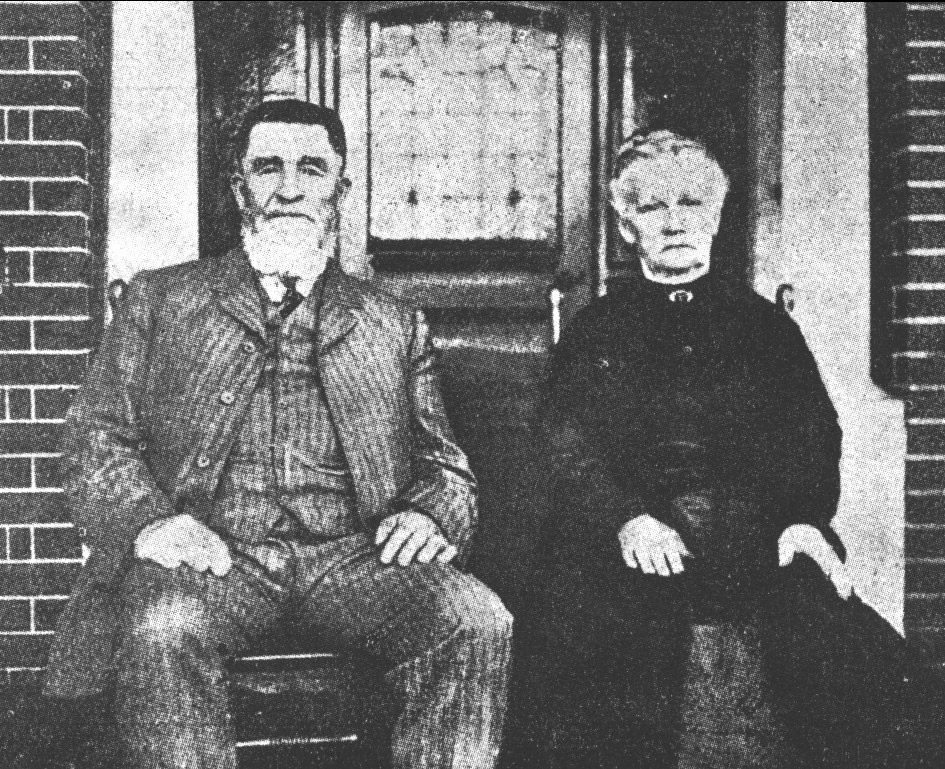
Christiaan de Wet en zijn vrouw in 1917

De Wet is op 30 november 1914 te Waterbury nabij Vrijburg in hechtenis genomen. De Wet kreeg een vonnis van zes jaar en een boete van 2000 pond opgelegd wat een redelijk vonnis was. Na zes maanden in de gevangenis kreeg hij gratie en werd vrijgelaten. Kort na zijn vrijlating heeft De Wet zijn boerderij, Allanvale, verkocht en is nabij Edenburg gaan wonen. Daarna is hij voor de laatste maal naar het dorp Klipfontein nabij Dewetsdorp verhuisd. De Wet is op 3 februari 1922 op zijn boerderij overleden en bij president Steyn en Emily Hobhouse aan de voet van het Vrouwemonument begraven.

## Herinnering
In dat jaar kreeg de beeldhouwer Joseph Mendes da Costa de opdracht van Helene Kröller-Müller een groot standbeeld ter nagedachtenis aan hem in Nederland op te richten, in wat nu het nationale park De Hoge Veluwe heet. Tijdens de herdenking van zijn honderdste verjaardag is, in Zuid-Afrika, een bronzen standbeeld (gemaakt door Coert Steynberg) van De Wet op zijn paard bij de raadzaal in Bloemfontein onthuld.

In het Antwerpse district Borgerhout is begin twintigste eeuw een straat naar hem genoemd.

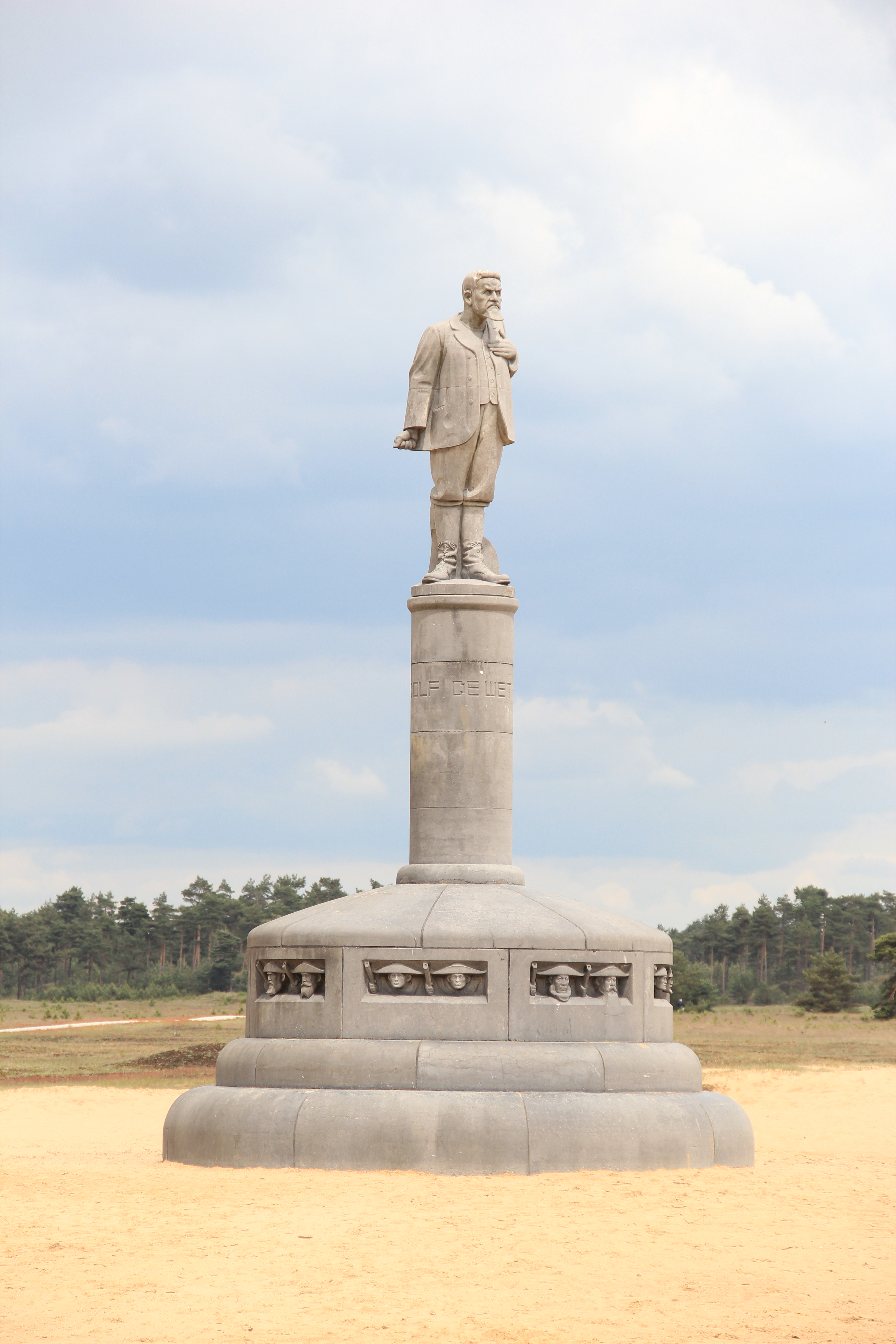
Monument op de Hoge Veluwe
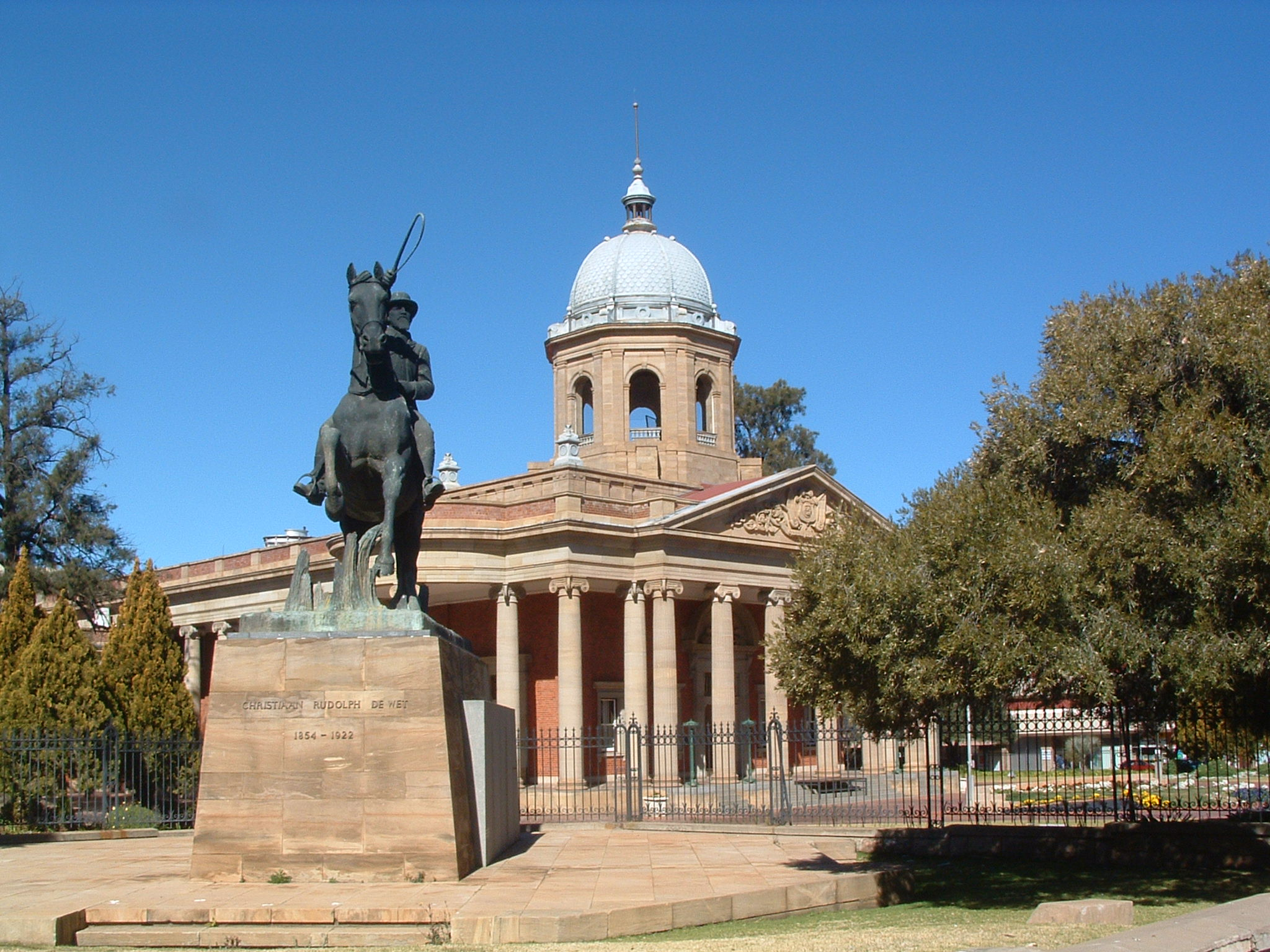
Monument in Bloemfontein